# Suchitoto
Suchitoto és un municipi del departament de Cuscatlán, El Salvador. El seu territori ha estat habitat des de l'època precolombina, i també va ser el lloc on es va fundar la vila de San Salvador el 1528, que va tenir una breu existència. A partir de la finalització de la guerra civil salvadorenca, la localitat ha prosperat fins a convertir-se en un dels més importants llocs turístics d'aquest país a causa de la seva arquitectura d'estil colonial molt bé preservada en tota la localitat amb els seus carrers empedrats, i això ha permès que s'instal·lin hostals, restaurants i cafès pintorescs que donen la sensació d'estar en l'època colonial hispànica. Segons el cens oficial de 2007, té una població de 24.786 habitants.

## Història
La població és d'origen precolombí, i els seus habitants pertanyien a l'ètnia nahua. Ja era un lloc densament poblat a l'arribada dels conqueridors espanyols, els quals van reorganitzar radicalment la vila de San Salvador a uns 12 km d'aquest lloc per Diego de Alvarado a la vall de la Bermuda per l'abril de 1528, mitjançant la disposició del Tinent de Governador i Capità General Jorge de Alvarado. La fundació original havia tingut lloc el 1525 en un lloc no determinat.
La vila, posada sota l'advocació de la Santíssima Trinitat, va tenir una difícil existència. A part del setge dels nadius, els camperols van afrontar l'amenaça de Martín de Estete, un enviat de Pedro Arias Dávila que pretenia que el reconeguessin com el seu Tinent Governador i Capità General. Cap a 1539, els pobladors van començar a traslladar-se a la vall de Las Hamacas, lloc actual de la ciutat de San Salvador, pel que el poblat de la Bermuda va quedar abandonat. L'autorització oficial del trasllat va ser realitzada mitjançant resolució de l'Audiència dels Confines el 1545. Per a l'any 1550 Suchitoto tenia uns 600 habitants. D'altra banda, quan va començar l'apogeu de la fabricació d'anyil en la regió en el segle xvii, va ser un dels seus centres de producció més important.L'any 1786, Suchitoto va ingressar al Partit de San Salvador de la Intendència de San Salvador. D'acord amb l'Intendent Antonio Gutiérrez i Ulloa, habitaven en el lloc 911 persones pel 1807.

Durant l'administració del president Gerardo Barrios, Suchitoto va assolir el títol de «ciutat» per Decret Executiu del 15 de juliol de 1858, signada per les Cambres Legislatives l'11 de febrer de 1859. Per a aquest mateix any, comptava amb una població de 6.455 habitants i entre els seus veïns havien 4 advocats, 6 metges, un agrimensor, 4 pintors i un escultor, així com 153 músics. A més a més, un informe municipal, establia: 
| « | En el recinte d'aquesta Ciutat es troben 265 cases de teula, de bona construcció i en algunes d'elles, no solament s'han consultat la seguretat i comoditats, sinó també el gust tan bon punt ho permet el país. Fora d'aquest número hi ha un consell amb les seves corresponents oficines interiors, les seves presons d'homes i dones amb la deguda separació unes de les altres, i amb els seus poltrers prou còmodes per a l'alleujament dels reus... també té una campana de 115 lliures per als usos de costum... es consideren 308 cases de palla amb[corredors de teula, construïdes sobre parets de tàpia les més, i 347 enterament palloses, de la mateixa construcció, estant per totes 922 cases fora de les esglésies. | » |

Suchitoto va deixar de ser capçalera del departament de Cuscatlán per Llei del 12 de novembre de 1861, a favor de Cojutepeque. Per a l'any 1890 la localitat tenia 13.820 habitants, i la població estava dividida, segons l'historiador Guillermo Dawson: 
| « | ... en quatre barris, anomenats San Joseé, Santa Lucía, El Calvario i Concepción. Els seus carrers, empedrats la major part, són força drets. Té dues esglésies, de les quals la parròquia és una bonica i sòlida construcció. de maçoneria. Els seus altres edificis públics són l'ajuntament, presons i cases d'escola. N'hi ha molt bones i àmplies cases particulars. | » |

### Segles XX i XXI

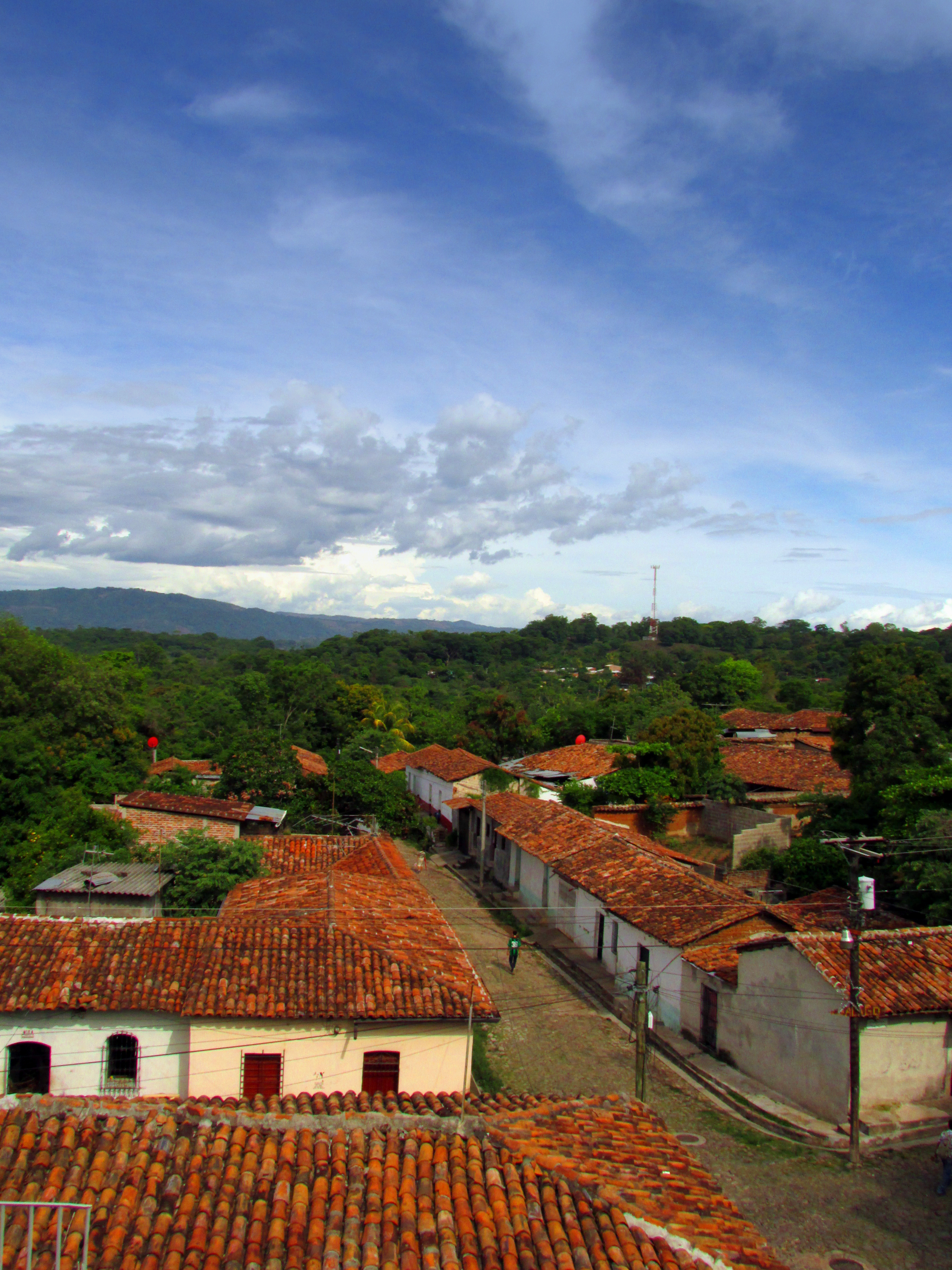
Cases de Suchitoto.

Per a l'any 1958, va ser celebrada amb molta solemnitat el centenari de l'obtenció del títol de ciutat. L'ocasió va comptar amb l'assistència del president José Maria Lemus, i també va ser estrenat l'escut de la localitat. Per a aquest temps, Suchitoto era un important centre comercial de l'àrea, per ésser una de les rutes que permetien arribar a Chalatenango; a més a més, existia un notable desenvolupament de la ramaderia i l'agricultura. El seu decaïment va iniciar amb la construcció de la Central Hidroelèctrica Cerrón Grande, que va provocar el sorgiment d'un pantà el 1973 -conegut posteriorment com a llac de Suchitlán- i amb això l'aïllament de la població i la inundació de camps fèrtils; així mateix, hi va haver pèrdua de restes arqueològiques.
Durant els anys 1980, Suchitoto va patir l'assalt de la Guerra Civil d'El Salvador. A més a més de la destrucció dels seus edificis, els pobladors van emigrar de la localitat, per la qual cosa va acabar gairebé abandonada. D'acord amb un testimoni, dels 10.000 habitants que tenia Suchitoto tot just van romandre en el lloc unes 50 famílies. El 1992, després de la signatura dels Acords de Chapultepec, va iniciar el seu procés de reconstrucció i el retorn dels seus habitants. De llavors ençà, Suchitoto és un dels emblemes turístics d'El Salvador, i en el seu creixement ha estat meritòria la labor del cineasta Alejandro Cotto.

## Geografia i toponímia
El municipi té una extensió de 329,2 km², i la capçalera una altitud de 388 msnm. La seva àrea comprèn 28 cantons. Posseeix àrees naturals entre les quals destaquen: Colima (nord-ponent), el turó Guazapa (sud-ponent), turó Tecomatepe (sud), part del bosc de Cinquera (orient), i el bosc Corozal-El Platanar i pantà Cerrón Grande o llac Suchitlán. La superfície del territori es troba conformada per un 41.7% de planures, per la qual cosa es classifica com «mig-pla».
Toponímia
El topònim Suchitoto, probablement Suchitotoc, segons Pedro Geoffroy Rivas, significa «Lloc de l'ocell flor» (shuchit: flor; tutut: ocell; C: en, lloc); o també: «com a ocell-flo»" o «lloc d'ocells i flors» (súchit, shúshil: flor, i toto, tutut: ocell). Així mateix, l'evolució gràfica del topònim ha estat: Suchitot (1548), Santa Lucía Suchitoto (1770), i Suchitoto (1807).